# Рекава
Рекава (Рекова; латыш. Rekova) — населённый пункт в Вилякском крае Латвии. Административный центр Шкилбенской волости. Находится на региональной автодороге P45 (Виляка — Карсава). По данным на 2015 год, в населённом пункте проживало 205 человек.

## История
Населённый пункт был основан в 1909 году. С 1932 года имеет статус села. В советское время населённый пункт входил в состав Шкилбенского сельсовета Балвского района.
В селе есть волостное правление, средняя школа, библиотека, музей хлеба, почтовое отделение, аптека, практика семейного врача, два католических храма.
В 1951 году в селе Рекава родился Юрс Цыбульс — латгальский народный деятель, публицист, языковед, журналист, переводчик.